# Capparis rotundifolia
Capparis rotundifolia är en kaprisväxtart som beskrevs av Rottl. Capparis rotundifolia ingår i släktet Capparis och familjen kaprisväxter. Inga underarter finns listade i Catalogue of Life.